# カンペチェ州

カンペチェ州
Estado Libre y Soberano de Campeche

カンペチェ州 (カンペチェしゅう、Estado de Campeche) は、メキシコ南東部の州。長い間ユカタン州の一部であったが、1857年8月7日に離脱し独立した州となった。
州の北東部はユカタン州に接し、東はキンタナ・ロー州、南西部はタバスコ州に接する。南部はグアテマラのペテン県と接する。また西部はメキシコ湾に面する。カンペチェ州の領域は56,798km2（約21,924平方マイル）。
2010年国勢調査で州の人口は822,001人で、58%がカンペチェ自治体とカルメン自治体に住んでいる。

古典期にティカルと覇権を争った世界遺産にもなっているマヤ文明の大遺跡、カラクムルとプウク式の優美な五層の神殿で知られるエズナー遺跡、マヤ人の風俗習慣、精神生活を生き生きと表現し、新大陸で有数の美術的価値を評価されている土偶で知られるハイナ島は、この州にある。
また、同州のカンペチェ油田（Kab 101、Ixtoc I oil spill）はメキシコ湾岸油田の一翼を担い、その多くは隣国アメリカへと輸出されている。これによって得られた利益は同国の経済発展に貢献している。

## 隣接州
- 北東：ユカタン州
- 東：キンタナ・ロー州
- 南西： オレンジウォーク郡
- 南： ペテン県
- 南西：タバスコ州

## 基礎自治体
1. カラクムル自治体（英語版）
2. カルキニ自治体（英語版）
3. カンペチェ自治体（英語版）
4. カンデラリア自治体（英語版）
5. カルメン自治体（英語版）
6. チャンポトン自治体（英語版）
7. ドシトバルチェ自治体（英語版）
8. エスカルセガ自治体（英語版）
9. エセルチャカン自治体（英語版）
10. オペルチェン自治体（英語版）
11. パリサダ自治体（英語版）(パリサーダ (カンペチェ州))
12. セイバプラヤ自治体（英語版）
13. テナボ自治体（英語版）